# São João das Missões
São João das Missões är en kommun i Brasilien.   Den ligger i delstaten Minas Gerais, i den östra delen av landet, 400 km öster om huvudstaden Brasília. Antalet invånare är 11 715.
I omgivningarna runt São João das Missões växer huvudsakligen savannskog. Runt São João das Missões är det glesbefolkat, med 18 invånare per kvadratkilometer.